# Paramaracandus
Genre
Paramaracandus est un genre d'opilions laniatores de la famille des Assamiidae.

## Distribution
Les espèces de ce genre se rencontrent en Asie du Sud-Est.

## Liste des espèces
Selon World Catalogue of Opiliones (20/06/2021) :
- Paramaracandus dolabratus Zhang & Zhang, 2015
- Paramaracandus fuscus Suzuki, 1976
- Paramaracandus sexdentatus Suzuki, 1985

## Publication originale
- Suzuki, 1976 : « Report on a collection of opilionids from Pasoh Forest Reserve, West Malaysia. » Nature and Life in Southeast Asia, vol. 7, p. 9–38.